# Мекули, Сехадете
Сехадете Мекули (алб. Sehadete Mekuli; 16 октября 1928, Охрид — 12 ноября 2013, Приштина), также известная как Садете Мекули (алб. Sadete Mekuli), — албанский гинеколог, профессор и общественная деятельница. Она приобрела широкую известность, когда ухаживала за ранеными студентами во время протестов 1981 года в Косово, в ходе которых албанцы требовали большей автономии в составе югославской федерации. За это она была лишена югославскими властями профессорского звания в Медицинской школе Приштинского университета и в 1988 году была вынуждена досрочно уйти на пенсию. Мекули является прототипом героини Теуты Шкрели в романе Исмаила Кадаре 1985 года «Сваты замёрзли» (алб. Krushqit jane te ngrire).

## Биография
Сехадете Доко родилась 16 октября 1928 года в городе Охрид (ныне Северная Македония). В 1947 году она окончила среднюю школу в своём родном городе, а затем изучала медицину в Университете имени Кирилла и Мефодия в Скопье, который окончила 7 января 1954 года. С 1 апреля того же года Сехадете работала в больнице Приштины гинекологом и акушеркой. В марте 1960 года в Белграде она получила специализацию в области гинекологии. С 1960 по 1962 год Сехадете возглавляла отделение гинекологии и акушерства в Приштинской больнице. В 1963 году по политическим причинам она уволилась из больницы и стала начальником диспансера (общественного диспансера) в Доме здоровья Приштины. В январе 1968 года Сехадете вернулась на свою прежнюю должность в Приштинской больнице. Она также работала над серией лекций для школ и общежитий, призванных улучшить знания девочек в области санитарии.
После открытия Приштинского университета Мекули был избрана главой его медицинской школы, появившейся в 1970 году. В 1973 году она получила докторскую степень в Белградском университете, а в 1976 году стала доцентом Приштинского университета. Мекули участвовала в создании Ассоциации косовских врачей и руководила изданием медицинского журнала «Praxis medica». С 1972 года она была директором гинекологической клиники на медицинском факультете Приштинского университета. В медицинских журналах были опубликованы 31 статья Мекули.

### Протесты 1981 года в Косово
В 1981 году Мекули ухаживала за албанскими студентами, раненными полицией в ходе протестов 1981 года в Косово, когда албанцы требовали большей автономии в составе Югославии. Её обвинили в том, что она «проявляет слишком много усердия» при лечении раненых и поддерживает требования студентов. Из-за этого Университет Приштины отказался повысить её должность до профессора, и она была вынуждена досрочно уйти на пенсию в октябре 1988 года. После ликвидации автономии Косово в 1989 году все медицинские работники клиники были изгнаны из неё. В 1996 году Мекули открыла гинекологическую и акушерскую клинику совместно с благотворительной организацией Матери Терезы, которая привлекла множество гинекологов со всего Косово.
Её деятельность и образ вдохновил албанского писателя Исмаила Кадаре на создание персонажа Теуты Шкрели в романе «Сваты замёрзли» (алб. Krushqit jane te ngrire).

## Личная жизнь
Сехадете Мекули была замужем за албанским поэтом Эсадом Мекули (1916—1993), у них было двое детей. Она умерла в Приштине 12 ноября 2013 года.